# Haderslev Kommune (1970–2006)
Koordinaten: 55° 15′ N, 9° 29′ O
| Basisdaten    | Basisdaten        |
| ------------- | ----------------- |
| Hauptort      | Haderslev         |
| Fläche        | 272,17 km²        |
| Einwohner     | 31 577 (2004)     |
| Bürgermeister | Jens Chr. Gjesing |
| Website       | www.haderslev.dk  |

Haderslev Kommune (deutsch Hadersleben) war eine Kommune in Sønderjyllands Amt (Nordschleswig), Dänemark. Sie entstand 1970 durch Zusammenlegung der Stadt Haderslev (deutsch: Hadersleben) mit den Landgemeinden Moltrup, Åstrup (deutsch: Aastrup), Vonsbæk (deutsch: Wonsbek), Øsby (deutsch: Ösby), Halk, Grarup, Starup, Vilstrup (deutsch: Wilstrup) und Hoptrup.
Am 1. Januar 2007 ist die Kommune in einer vergrößerten Haderslev Kommune aufgegangen. Dieser gehören neben der bisherigen Kommune auch alle Gemeinden der bisherigen Kommunen Gram und Vojens sowie die Gemeinde Bevtoft aus der Nørre-Rangstrup Kommune und die Gemeinden Hjerndrup, Bjerning und Fjelstrup aus der Christiansfeld Kommune an. Erster Bürgermeister wurde der bisherige Gramer Bürgermeister Hans Peter Geil von den Venstre.

## Einwohnerentwicklung
Entwicklung der Einwohnerzahl der Kommune (jeweils zum 1. Januar):
- 1980: 29.973
- 1985: 30.113
- 1990: 30.330
- 1995: 31.144
- 1999: 31.759
- 2000: 31.827
- 2003: 31.591
- 2005: 31.573